# Uroplectes ebogo
Espèce
Uroplectes ebogo est une espèce de scorpions de la famille des Buthidae.

## Distribution
Cette espèce est endémique de la région du Centre au Cameroun. Elle se rencontre vers Ebogo.

## Description
Le mâle holotype mesure 33,52 mm.

## Systématique et taxinomie
Cette espèce a été décrite par Kovařík, Šťáhlavský et Govorov en 2024.

## Étymologie
Son nom d'espèce lui a été donné en référence au lieu de sa découverte, Ebogo.

## Publication originale
- Kovařík, Šťáhlavský & Govorov, 2024 : « Uroplectes ebogo sp. n. (Scorpiones: Buthidae) from Cameroon. » Euscorpius, no 397, p. 1-13 (texte intégral).